# Мосгоргеотрест

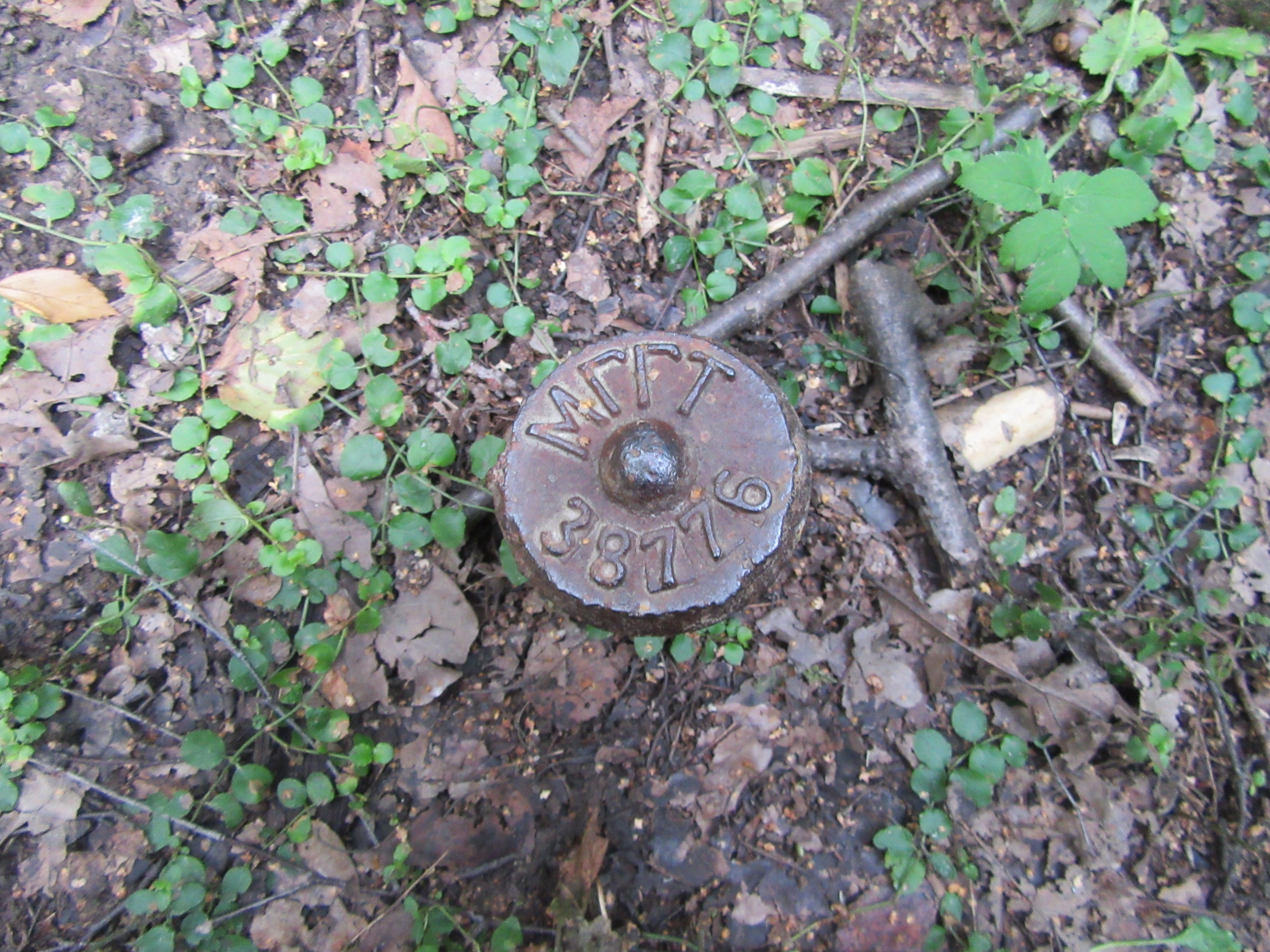
Знак треста

ГБУ «Мосгоргеотрест» — подведомственная организация Москомархитектуры, занимается обеспечением города актуальными пространственными данными, геодезической и картографической информацией для разработки проектной документации, строительства и реконструкции зданий и прочих объектов.

## История
«Мосгоргеотрест» был создан 15 июня 1944 года решением Исполкома Моссовета № 13\23 как трест геолого-геодезических и картографических работ. Руководителем организации был назначен Ф. П. Ломовский.
В то же время был открыт и Фонд материалов комплексных инженерных изысканий для застройки территории города Москвы (в настоящее время — Геофонд г. Москвы), располагающий нужной городу картографической, геодезической, геологической информацией, данными и сведеньями о различных зданиях, сооружениях и линиях градостроительного регулирования.
30 марта 1961 года «Мосгоргеотрест» стал частью ГлавАПУ и превратился в передовую организацию Москвы в сфере топографо-геодезических и инженерно-геологических работ и инженерно-конструкторская экспертиза зданий и построек в Москве и в зоне лесопаркового защитного пояса.
В 1988 году в состав «Мосгоргеотреста» вошёл Отдел подземных сооружений (ОПС). Основные задачи: анализ и обработка проектной документации строительства подземных и наземных сооружений, выводов о приемлемости такого строительства.
В 1992 году Мосгоргеотрест получил статус муниципальной геолого-геодезической службы города Москвы. 10 октября 2002 года предприятие зарегистрировало собственный товарный знак. Начала приводиться в действие концепция улучшения ОГС Москвы.
В 2005 году ГУП «Мосгоргеотрест» окончательно переключился на производство инженерно-топографических проектов в цифровом виде. ГУП «Мосгоргеотрест» выиграл конкурс на лучшую строительную и проектную организацию, предприятие строительных материалов и стройндустрии за высокую эффективность плодов работы предприятия в нынешних экономических условиях. Предприятие разработало трёхмерную компьютерную модель территории комплекса «Москва-Сити» на базе Единой государственной картографической основы (ЕГКО) г. Москвы с использованием данных общегородского Банка данных дистанционного зондирования по территории г. Москвы (ОБДДЗ).
В 2009 году по заказу Правительства Москвы был разработан комплекс крупномасштабных тематических инженерно-геологических карт, в работе также принимал участие Институт геоэкологии им. Е. М. Сергеева РАН. ГУП «Мосгоргеотрест» стал членом ряда самоуправляемых организаций по инженерным изысканиям, проектной деятельности, строительству. Также предприятие получило право проведения негосударственной инженерной экспертизы.
В 2011 году была создана базовая региональная система навигационно-геодезического обеспечения города Москвы (СНГО Москвы), основой послужили спутниковые технологии ГЛОНАСС/GPS. Начато использование СНГО Москвы с целью создания в столице и соседних территориях Московской области спутникового навигационного пространства, в зоне которого для любого числа подвижных и статичных объектов обеспечивается функция определения собственных координат в режиме реального времени. Проделаны работы по аэрофотосъемке и актуализации картографических данных на вошедшей в состав Москвы территории, а также землеустроительные работы с границами. Также начал работу комплекс мобильного сканирования Trimble MX8.
К 70-летию организации за значительный вклад в проведение комплексных инженерных изысканий для строительства на территории города Москвы «Мосгеотрест» был удостоен специальной благодарности мэра города. С июня 2015 года «Мосгоргеотрест» занимается определением перечня дополнительных мероприятий противооползневой инженерной защиты Воробьёвых гор на западе Москвы. Также в 2015 году «Мосгеотрест» был реорганизован из государственного унитарного предприятия в государственное бюджетное учреждение.